# Симон I фон Цвайбрюкен-Бич
Симон I (II) фон Цвайбрюкен-Бич (на немски: Simon I (II) von Zweibrucken-Bitsch; * ок. 1295/пр. 1310 в Бич, Франция; † 1355) от род Валрамиди е граф на Графство Цвайбрюкен-Бич (1321 – 1355).

## Произход
Той е син на граф Еберхард I фон Цвайбрюкен († 1321), основателят на Дом Цвайбрюкен-Бич, и съпругата му Агнес фон Саарбрюкен-Комерси († сл. 1304), дъщеря на граф Симон IV (II) фон Саарбрюкен, господар на Комерси († 1307/1309), и Матилда фон Саарбрюкен († 1276), дъщеря на граф Симон III фон Саарбрюкен († 1235/1240).

## Фамилия
Първи брак: през 1307/1308 г. с Елизабет фон Геролдсек († сл. 1310), дъщеря на Симон II фон Геролдсек († 1293/1294) и дъщерята на Егино V фон Урах-Фрайбург († 1236/1237) и Аделхайд фон Нойфен († 1248). Бракът е бездетен.
Втори брак: ок. 1311 г. с Аликс де Бурлемонт († пр. 15 юни 1329), дящеря на Пиер III де Бурлемонт († 1310) и Жанна де Шоазо († сл. 1311). Бракът е бездетен.
Трети брак: на 15 юни 1329 г. с Агнес фон Лихтенберг (* ок. 1319; † 1378), дъщеря на Йохан II фон Лихтенберг († 1366) и Йохана фон Лайнинген († 1346). Те имат децата:
- Ханеман I (* ок. 1330; † 11 септември 1399/10 април 1400), граф на Цвайбрюкен-Бич, женен I. пр. 11 септември 1350 г. за Елза фон Зирк († пр. 25 януари 1370), II. на 25 януари 1370/19 март 1375 г. за Елизабет фон Лайнинген (* ок. 1353; † 19 март 1375/28 април 1385); III. пр. 28 април 1385 г. за Маргарета фон Финстинген († сл. 1407)
- Лоретта (* пр. 1370; † сл. 31 октомври 1406), омъжена на 21 август 1370 г. за Йохан IV фон Лихтенберг 'Стари' († 1405)
- Хайнрих († сл. 1406), господар на Херенщайн, женен пр. 1378 г. за Маргарета фон Хиршхорн († 1393)
- Еберхард († сл. 1 октомври 1398), архдякон в Страсбург
- Фридрих I († октомври 1406), граф на Цвайбрюкен
- Симон II Векер фон Цвайбрюкен († 1401), граф на Цвайбрюкен-Бич, женен I. на 22 януари 1366 г. за Агнес фон Сарверден († пр. 29 октомври 1381), II. 1382 г. за Агнес фон Насау-Вайлбург († 1401)